# Phare de Black Rock (Mayo)
Le phare de Black Rock est un phare situé sur un îlot rocheux au-delà de la péninsule de Mullet, en baie de Blacksod, dans le Comté de Mayo (Irlande). Il est géré par les Commissioners of Irish Lights (CIL).
Il ne faut pas le confondre avec le Phare de Black Rock du comté de Sligo.

## Histoire
La tour circulaire en pierre de 15 m de haut est située à l'extrémité occidentale de l'îlot Blackrock et a été mis en fonction le 1er juin 1864; Elle comprend une lanterne et une galerie, le tout peint en blanc. A côté se trouvent deux maisons de gardiens en pierre. En 1969, le ravitaillement et le chandement d'équipe ont commencé à être fait en hélicoptère à la place du bateau de liaison. En 1974, la station a été autonomisée et les gardiens ont arrêté leur service. En 1999, quand la lumière a été convertie à l'énergie solaire, une des maisons des gardiens a été transformée en local technique et habitation pour les équipes de maintenance. L'autre logement a été abandonné et se trouve en ruine.
La lumière du phare de Black Rock domine la mer à 86 m et émet un flash blanc toutes les 12 secondes et des flashes rouges sur le secteur est.Il est l'un des phares le plus éloigné de la côte de l'Irlande, à environ 20 m de la pointe de Blacksod. Accessible seulement en hélicoptère le site est entièrement fermé. Il est géré par un préposé de télémétrie se trouvant à Dun Laoghaire.

### Incident de guerre
Le 20 août 1940, des panneaux de lanterne et les toits des logements ont été endommagés par les tirs d'un bombardier allemand attaquant le SS Macville qui était proche du rocher. Aucun gardien n'a été blessé.